# British standard ordnance weights and measurements
La British standard ordnance weights and measurements è un documento che venne emanato dal Master General of Ordnance britannico nel 1764 e consisteva in una tabella di misure di proiettili che rimase inalterata de facto sino al 1919 quando venne affiancata dal sistema metrico decimale tradizionale. 
Attualmente il sistema è stato completamente soppiantato dal calibro che rientra nel metodo di valutazione della grandezza dei proiettili di tutti gli eserciti del mondo.
La tabella che segue equipara il sistema tradizionale britannico di calibro equiparato con il sistema metrico decimale entrato in uso dal 1919:
| Nome                       | Tipologia                               | Calibro                  | Calibro           |
| Nome                       | Tipologia                               | Sistema metrico-decimale | Sistema imperiale |
| -------------------------- | --------------------------------------- | ------------------------ | ----------------- |
| 1 pounder "pom pom"        | Cannone da fanteria                     | 37 mm                    | 1.457 inch        |
| 2 pounder                  | Cannone anticarro                       | 40 mm                    | 1.57 inch         |
| QF 2 pounder naval gun     | Cannone antiaereo                       | 40 mm                    | 1.575             |
| 3 pounder                  | Cannone navale                          | 47 mm                    | 1.85 inch         |
| 6 pounder                  | Cannone anticarro                       | 57 mm                    | 2.24 inch         |
| BL 10 pounder Mountain Gun | Cannone da montagna                     | 70 mm                    | 2.75 inch         |
| 12 pounder                 | Cannone da artiglieria leggera da campo | 76.2 mm                  | 3 inch            |
| 13 pounder                 | Cannone da artiglieria leggera da campo | 76.2 mm                  | 3 inch            |
| 15 pounder                 | Cannone da campo                        | 76.2 mm                  | 3 inch            |
| 17 pounder                 | Cannone anticarro                       | 76.2 mm                  | 3 inch            |
| 18 pounder                 | Cannone da campo                        | 84 mm                    | 3.33 inch         |
| Ordnance QF 20 pounder     | Cannone da carrarmato                   | 84 mm                    | 3.33 inch         |
| 25 pounder                 | Gun-howitzer                            | 87.6 mm                  | 3.45 inch         |
| Ordnance QF 32 pounder     | Cannone da carrarmato                   | 96 mm                    |                   |
| 60 pounder                 | Cannone da artiglieria pesante da campo | 127 mm                   | 5 inch            |

## Acronimi
Nella nomenclatura britannica standard:
- BL: "Breech Loading", generalmente inteso per "non QF", per esempio per le munizioni a cartoccio a sacchetto in cordite invece che a cartoccio proietto.
- ML: "Muzzle Loading", avancarica.
- PR: "Pounder", spesso accorciato anche in pdr.
- QF: "Quick Firing", a tiro rapido. Indica che l'arma è a retrocarica, con la carica di lancio in bossolo metallico, che sigilla la culatta e consente caricamento e tiro più rapidi.